# حادر (اسم)
حادر هو اسم علم مذكر من أصل عربي، ومعناه هو الحسن السمين الغليظ الأسد وسمي الأسد به لغلظ رقبته المرتفع من الجبال.

## وصلات خارجية
- موسوعة السلطان قابوس لأسماء العرب نسخة محفوظة 5 أبريل 2019 على موقع واي باك مشين.